# Teddy Riner

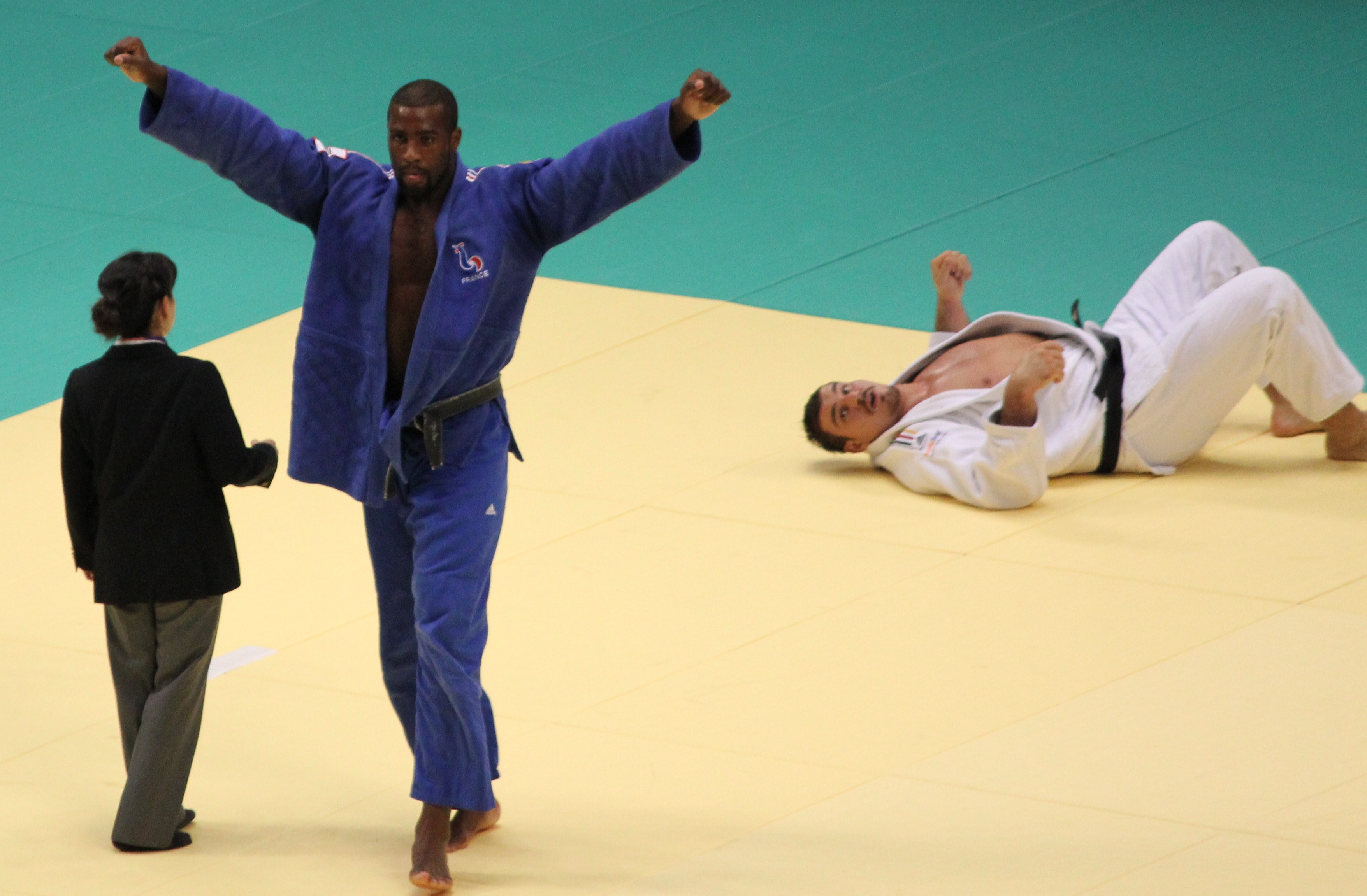
Teddy Riner nach dem Sieg über Andreas Tölzer im Schwergewichtsfinale der Judo-Weltmeisterschaften 2010 in Tokio

Teddy Pierre-Marie Riner (* 7. April 1989 in Pointe-à-Pitre, Guadeloupe) ist ein französischer Judoka.

## Karriere
Riner ist 2,04 Meter groß und wiegt 141 kg. Bei den Olympischen Spielen 2012 in London und 2016 in Rio de Janeiro wurde er Olympiasieger im Schwergewicht. Er war damit nach David Douillet der zweite französische Olympiasieger, der diesen Titel bei zwei aufeinanderfolgenden Olympischen Spielen im Schwergewicht gewinnen konnte. 2024 in Paris gewann er seine dritte Goldmedaille im Schwergewicht. 2021 in Tokio und 2024 in Paris siegte Riner auch mit der in Tokio erstmals ausgetragenen Mixed-Mannschaft. Beim Mannschaftswettbewerb in Paris stand es nach den sechs Kämpfen 3:3 gegen Japan und als Gewichtsklasse für den Entscheidungskampf wurde das Schwergewicht der Männer ausgelost. Riner gewann gegen Tatsuru Saitō und entschied den Mannschaftswettbewerb zugunsten seiner französischen Equipe.
In den Jahren 2012, 2016 und 2017 wurde Riner von der Sport-Tageszeitung L’Équipe zu Frankreichs Sportler des Jahres gekürt. Von 2010 bis 2020 verlor er keinen Kampf (154 Siege in Folge), wobei er im Jahr 2018 keinen Wettkampf bestritt. 2019 wagte er ein Comeback und gewann bei den Grand Slams in Montreal und Brasilia. Am 9. Februar 2020 unterlag er in der dritten Runde des IJF Grand-Slam-Turniers in Paris dem Japaner Kokoro Kageura in der Verlängerung („Golden Score“) durch Uchi-mata-sukashi.
In seiner Karriere verlor Riner nur elf Kämpfe bei internationalen Großereignissen.
Bei der Eröffnungsfeier der Olympischen Spiele 2024 in Paris entzündete er gemeinsam mit Marie-José Pérec das olympische Feuer. Zudem trat er bei seinen fünften olympischen Spielen im Judo an.